# Thyropygus xanthurus
Thyropygus xanthurus är en mångfotingart som beskrevs av Pocock 1894. Thyropygus xanthurus ingår i släktet Thyropygus och familjen Harpagophoridae. Inga underarter finns listade i Catalogue of Life.